# Niutao
Niutao é uma ilha da nação oceânica de Tuvalu. Segundo o censo 2002, tinha uma população de 663 habitantes divididos em duas vilas: Kulia (224 habitantes) e Teava (439 habitantes). A ilha tem um comprimento de 1600 m. Em 1949 alguns habitantes da ilha se mudaram para a ilha de Niulakita, que agora tem 35 habitantes.